# Ross Colton
Ross Colton (* 11. September 1996 in Robbinsville, New Jersey) ist ein US-amerikanischer Eishockeyspieler, der seit Juni 2023 bei der Colorado Avalanche in der National Hockey League (NHL) unter Vertrag steht. Zuvor verbrachte der Center fünf Jahre in der Organisation der Tampa Bay Lightning. Mit dem Team gewann er im Jahr 2021 den Stanley Cup, wobei er im entscheidenden fünften Finalspiel den Siegtreffer erzielte.

## Karriere
Colton wechselte nach seiner Zeit an den US-amerikanischen High Schools Princeton Day School und Taft School zur Saison 2014/15 in die Juniorenliga United States Hockey League (USHL). Dort war er die folgenden beiden Spielzeiten in Diensten der Cedar Rapids RoughRiders aktiv. Im Spieljahr 2015/16 fungierte der Stürmer als Mannschaftskapitän und war mit 66 Scorerpunkten zugleich Topscorer des Teams. Ligaweit belegte er hinter Rem Pitlick den zweiten Rang und wurde ins First All-Star Team der Liga berufen.
Obwohl Colton im Anschluss an die Spielzeit im NHL Entry Draft 2016 in der vierten Runde an 118. Stelle von den Tampa Bay Lightning aus der National Hockey League (NHL) ausgewählt worden war, wechselte der Stürmer zunächst an die University of Vermont, wo er zwei Jahre lang ein Studium verfolgte. Parallel lief er während dieser Zeit für das Eishockeyteam der Universität in der Hockey East, einer Division im Spielbetrieb der National Collegiate Athletic Association (NCAA), auf. Als Spieler der Catamounts wurde er ins All-Rookie Team und Honorable Mention All-Star Team der Division berufen, ehe er im Juni 2018 einen NHL-Einstiegsvertrag bei den Tampa Bay Lightning unterzeichnete. Damit endete seine Karriere an der Universität umgehend.
Zur Saison 2018/19 stand der Offensivspieler im Kader der Syracuse Crunch, dem Farmteam Tampas, aus der American Hockey League (AHL). Dort verbrachte er ebenso zwei Spielzeiten wie zuvor in Cedar Rapids und an der Universität. Kurz nach dem Wiederbeginn der Spielzeit 2020/21 wurde Colton erstmals in den NHL-Kader der Lightning berufen und etablierte sich in der zweiten Saisonhälfte dort. Im Verlauf der Playoffs 2021 bestritt er alle 23 Spiele Tampas und gewann mit diesen den Stanley Cup. Im entscheidenden fünften Finalspiel erzielte er dabei den Siegtreffer. Der für ihn zweite Titel in Folge – für die Lightning gar der dritte – wurde im Endspiel der Playoffs 2022 durch eine 2:4-Niederlage gegen Colorado knapp verpasst.
Nach fünf Jahren in der Organisation der Lightning wurde Colton im Juni 2023 an die Colorado Avalanche abgegeben, während ein Zweitrunden-Wahlrecht im NHL Entry Draft 2023 nach Tampa wechselte. Zu diesem Zeitpunkt noch ein Restricted Free Agent, unterzeichnete der Angreifer wenig später im Juli 2023 einen neuen Vierjahresvertrag in Colorado, der ihm ein durchschnittliches Jahresgehalt von vier Millionen US-Dollar einbringen soll.

### International
Für sein Heimatland nahm Colton im Juniorenbereich an der World Junior A Challenge 2015 teil. Dabei erreichte er mit dem US-amerikanischen Team den dritten Gesamtrang und damit die Bronzemedaille, wozu er in fünf Turnierspielen vier Tore und einen Assist beisteuerte.

## Erfolge und Auszeichnungen
- 2016 USHL First All-Star Team
- 2017 Hockey East All-Rookie Team
- 2018 Hockey East Honorable Mention All-Star Team
- 2021 Stanley-Cup-Gewinn mit den Tampa Bay Lightning

### International
- 2015 Bronzemedaille bei der World Junior A Challenge

## Karrierestatistik
Stand: Ende der Saison 2024/25

### International
Vertrat die USA bei:
- World Junior A Challenge 2015

(Legende zur Spielerstatistik: Sp oder GP = absolvierte Spiele; T oder G = erzielte Tore; V oder A = erzielte Assists; Pkt oder Pts = erzielte Scorerpunkte; SM oder PIM = erhaltene Strafminuten; +/− = Plus/Minus-Bilanz; PP = erzielte Überzahltore; SH = erzielte Unterzahltore; GW = erzielte Siegtore; 1 Play-downs/Relegation; Kursiv: Statistik nicht vollständig)